# Kazimierz Sabbat

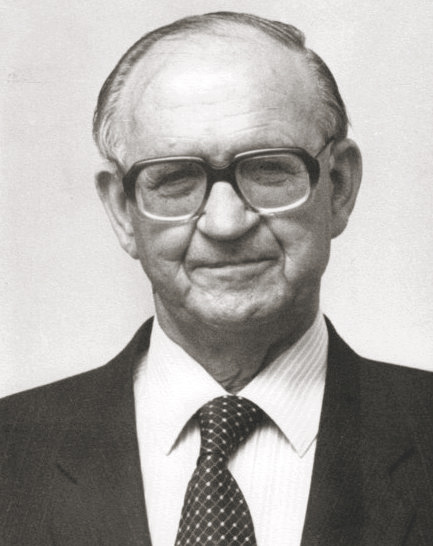
Kazimierz Sabbat

Kazimierz Aleksander Sabbat (* 27. Februar 1913 in Bieliny Kapitulne, Kreis Kielce, Russisches Kaiserreich; † 19. Juli 1989 in London) war ein polnischer Jurist, Unternehmer und Politiker.

## Ausbildung
Sohn des Kirchenkantors in seinem Heimatort, legte er das Abiturexamen in Mielec ab und studierte danach Jura an der Universität Warschau, wo er den Magistertitel im Juni 1939 erhielt. Bereits während seines Studiums am Gymnasium und an der Universität war er in der polnischen Pfadfinderbewegung tätig und schuf eine Zentralorganisation der Pfadfinder an den polnischen Hochschulen.
Nach der polnischen Niederlage im September 1939 flüchtete er im Oktober nach Ungarn, wo er Kommandant eines Lagers für polnische Pfadfinder war. Über Jugoslawien und Italien zog er dann nach Frankreich, wo er eine Stellung als Offizieranwärter in der polnischen Marine erhielt. Nach der Verlegung der polnischen Truppen nach Großbritannien wurde er Referent für Pfadfinderfragen im Generalstab der polnischen Streitkräfte in London.

## Tätigkeit

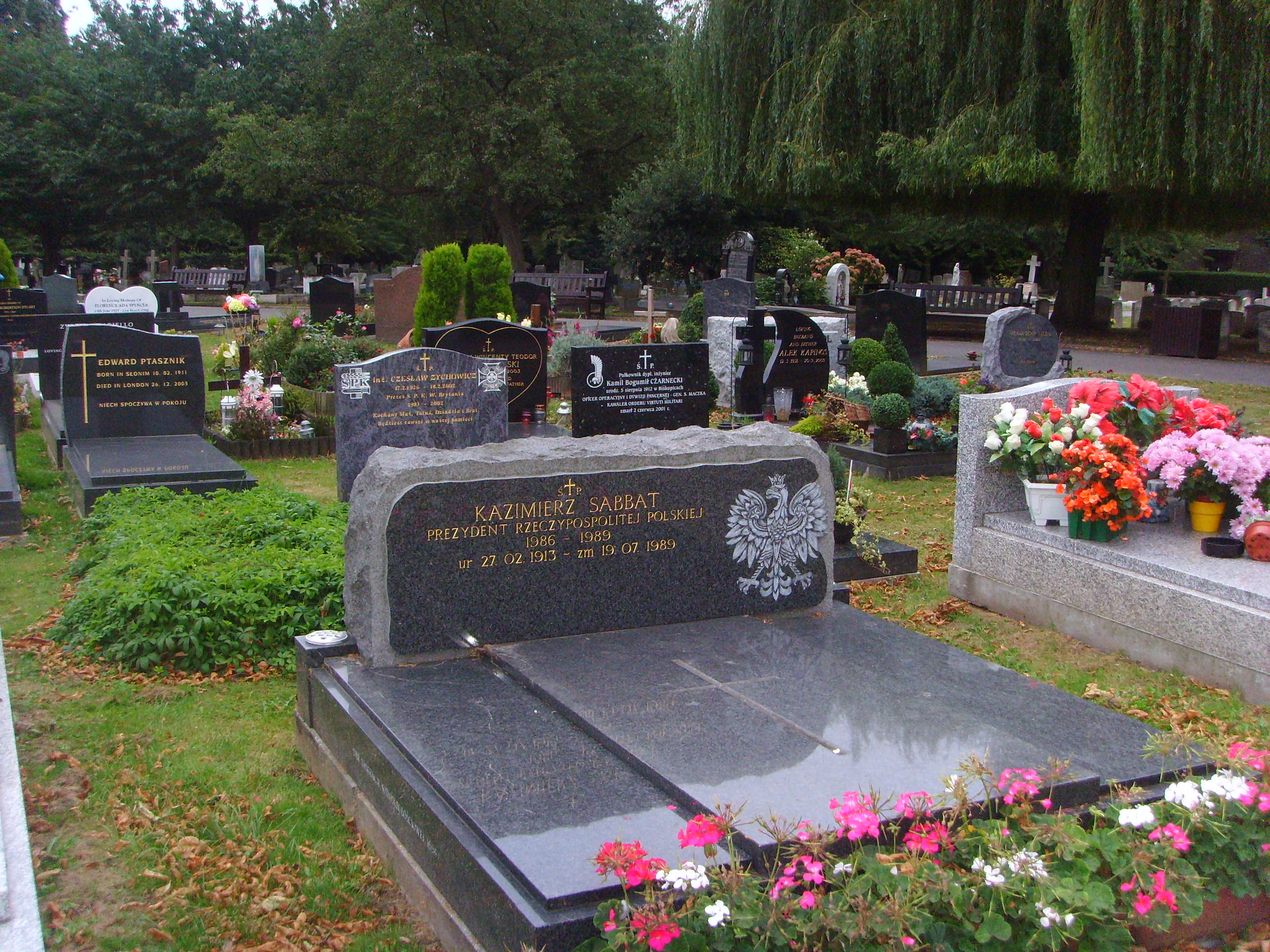
Sabbats Grab auf dem Gunnersbury Cemetery in London

Nach dem Kriege blieb Sabbat in London und gründete 1948 ein Unternehmen, das Schlafsäcke und Decken produzierte und recht erfolgreich wurde. Gleichzeitig war er in der Pfadfinderbewegung der Exilpolen als Delegat fürs Ausland und in verschiedenen politischen Organisationen tätig: U.a. gelang es ihm im Jahre 1972, die zerstrittenen Kreise um den Dreierrat und um den Exilpräsidenten nach der Übernahme des Präsidentenamtes durch Stanisław Ostrowski miteinander zu versöhnen. Im August 1976 wurde er Exil-Ministerpräsident und schuf sofort eine Hilfsorganisation für verfolgte Arbeiter in Polen, die später die demokratische Opposition im Lande unterstützte. Als Ministerpräsident besuchte er polnische Exilkreise in Europa und Übersee.
Nach dem Rücktritt von Edward Raczyński übernahm er am 8. April 1986 dessen Amt als Exilpräsident und verwaltete es in schwierigen Zeiten während des Endkampfes der Solidarność mit dem sterbenden kommunistischen Regime. Die Entstehung der 3. Polnischen Republik erlebte er nicht mehr. Die  Trauermesse für ihn am 19. Juli 1989 in der Warschauer Johanniskathedrale wurde zu einer der letzten großen Demonstrationen gegen das Regime.
| Personendaten    | Personendaten                                     |
| ---------------- | ------------------------------------------------- |
| NAME             | Sabbat, Kazimierz                                 |
| ALTERNATIVNAMEN  | Sabbat, Kazimierz Aleksander (vollständiger Name) |
| KURZBESCHREIBUNG | polnischer Jurist, Unternehmer und Politiker      |
| GEBURTSDATUM     | 27. Februar 1913                                  |
| GEBURTSORT       | Bieliny Kapitulne, Kreis Kielce, Polen            |
| STERBEDATUM      | 19. Juli 1989                                     |
| STERBEORT        | London                                            |